# Тайрон (Нью-Йорк)
Тайрон (англ. Tyrone) — місто (англ. town) в США, в окрузі Скайлер штату Нью-Йорк. Населення — 1637 осіб (2020).

## Демографія
Згідно з переписом 2010 року, у місті мешкало 1597 осіб у 654 домогосподарствах у складі 441 родини. Було 1227 помешкань
Расовий склад населення:
| - 97,6 % — білих - 0,4 % — чорних або афроамериканців - 0,3 % — корінних американців |

До двох чи більше рас належало 1,7 %. Частка іспаномовних становила 0,4 % від усіх жителів.
За віковим діапазоном населення розподілялося таким чином: 23,0 % — особи молодші 18 років, 58,8 % — особи у віці 18—64 років, 18,2 % — особи у віці 65 років та старші. Медіана віку мешканця становила 45,6 року. На 100 осіб жіночої статі у місті припадало 95,7 чоловіків;  на 100 жінок у віці від 18 років та старших — 97,1 чоловіків також старших 18 років.
Середній дохід на одне домашнє господарство  становив 58 800 доларів США (медіана — 52 434), а середній дохід на одну сім'ю — 60 233 долари (медіана — 54 875). Медіана доходів становила 41 786 доларів для чоловіків та 32 688 доларів для жінок. За межею бідності перебувало 20,2 % осіб, у тому числі 36,1 % дітей у віці до 18 років та 4,7 % осіб у віці 65 років та старших.
Цивільне працевлаштоване населення становило 732 особи. Основні галузі зайнятості: освіта, охорона здоров'я та соціальна допомога — 27,5 %, виробництво — 17,5 %, роздрібна торгівля — 12,0 %, мистецтво, розваги та відпочинок — 8,2 %.